# クローズアップ現代
『クローズアップ現代』（クローズアップげんだい、英語: Today's Close-up）は、1993年からNHKで放送されているニュース・報道ドキュメンタリー番組。2016年度から2021年度までの番組名は『クローズアップ現代+』（クローズアップげんだいプラス）。月曜日 - 水曜日の放送でNHK総合テレビジョンとNHKワールドTVおよびNHKワールド・プレミアム（2008年9月29日放送分からノンスクランブル放送）で放送されている。略称は『クロ現』。

## 概要
毎日1つのテーマについて取材報告と識者ゲストへのインタビューを行う。社会世相問題からトレンド、人物など硬軟を取り揃えた内容となっている。テッド・コッペルが担当した時代のアメリカ・ABCニュース『ナイトライン』や1984年から関東甲信越地域で放送されている『特報首都圏』に進行構成で類似性が見られる。番組開始当初来1980年代からNHKと契約を更新して来た国谷裕子がキャスターを務めていた。『クローズアップ現代』時代は週初日月曜日の放送はキャスター名にふりがなを 表示していた。 大橋一三（NHK報道局経済部長）は、本番組を含めた報道番組全般の傾向として経済ニュースの視聴率が高いことに併せて『NHKスペシャル』や本番組は記者やディレクターなど様々な部署から企画提案を募っている旨を述べている。

## 歴史
1993年（平成5年）4月5日、21:30 - 21:59（以下全て日本標準時）に放送開始。前年度まで放送していた『NHKニュース21』のニュース部分と特集部分を切り離す形で21:30まではニュースのみの番組（『NHKニュース9』）に、21:30から特集部分を独立した番組として編成したことが始まりとされている。なお、正式タイトル名が決まるまでは『スクープ930』として企画していた。
2000年4月から21時台の番組が『NHKニュース10』のスタートに伴い再編されたため『NHKニュース7』に引き続いて19:35 - 20:00の放送に変更、それを機にタイトルとスタジオデザインが一新した。半年後の10月から19:30-19:55に落ち着く。
2010年度夏の特別編成期間明けの8月30日放送分以降、テロップデザインに一部変更があるほか、新たに画面右下に番組タイトルが常に表示されるようになった（国内向け放送、NHKワールド・プレミアムのみ）。
2011年（平成23年）2月9日に放送3000回を迎える。4月放送分より、番組公式ウェブサイト上にて過去の放送の視聴率（ビデオリサーチ調べ、関東地区・世帯）と、最近の視聴率ランキングを、そしてウェブ特集コーナーでは「番組の歴代最高視聴率ベスト10」の公表を開始。「視聴率にとらわれない番組作り」と掲げている公共放送・NHKが、個別番組の視聴率を自ら積極的に公表することは、かなり異例である。その後にウェブサイトがリニューアルしてからは、2011年4月以降の各月の視聴率第1位となった回（数値非公表）および『クローズアップ現代』時代の17年間の視聴率ベスト10（2022年3月末に削除）のみとなり、最近の視聴率ランキングや各回の視聴率の数値の公表は廃止（削除）されている。2020年4月放送分からは各月の視聴率第1位の公表は廃止された（2011年4月分から2020年3月分までについては2022年12月のウェブサイトリニューアルまで掲載された）。
2013年（平成25年）4月1日より、深夜0:10 - 0:36（翌日未明）に再放送を開始。2015年（平成27年）3月30日より1:00 - 1:26に繰り下げ。
2016年（平成28年）3月17日をもって、1993年4月の番組開始以来23年間に渡ってキャスターを務めた国谷裕子が降板。それと同時に『クローズアップ現代』というタイトルでの放送を一旦終了（ただしNHK側はこの国谷降板によるリニューアルを既存番組のリニューアルとしていたため、各種番組表においてこの日の放送及び翌月4日の『クローズアップ現代+』としての初回は共に、最終回・新番組であることを示す「終」「新」のマークは付与されなかった）。この日の本編終了後、『国谷キャスターの担当は今夜が最後となります』のテロップが表示された後、降板に当たっての挨拶が国谷本人から為された後に、番組が終了した。降板の経緯は、国谷自身がのちに岩波書店から上梓した『キャスターという仕事』（岩波新書）で詳細に述べている。
2016年（平成28年）4月4日より、番組名を『クローズアップ現代+』（クローズアップげんだいプラス）とし、放送時間も22:00 - 22:25にそれぞれ変更された。新キャスターは複数のNHK女性アナウンサーが交代制で担当することになった。しかし新しくなった『クローズアップ現代+』は、これまでより「親しみやすい」報道情報番組として、いわゆる「現役世代」を中心とした幅広い世代が満足ができる新形式に挑み、「よりカラフルで分かりやすい演出」で、「知りたい」に応えるというコンセプトを強化する事となった。リニューアル後は、取材した記者・専門家以外に、芸能・文化人からのコメンテーターも迎えていたが、直接そのテーマに詳しくない人物を出演させた番組演出が仇となり、国谷降板後の番組リニューアルが失敗、視聴率が低迷していた。
2017年（平成29年）4月3日から、僅か1年でNHKの女性アナウンサーの交代制、および月1 - 2回程度行った大阪発を終了（2017年度 - 2020年度の大阪発は『ごごナマ（金曜版）』に、2021年度以降の大阪発は『ニュース きん5時』移行）し、これまで『NHKニュース7』の平日キャスターを務めていた武田真一を番組のメインキャスターに就任させ、国谷体制以来の報道路線に回帰することとなった。
2019年（平成31年）4月1日から、月曜の放送枠を廃止した上で、火曜から木曜の放送に縮小した上で5分拡大された（不定期に、本来の番組と入れ替えで19:30 - 19:57に前倒しされる場合や、放送日ではない金曜日に放送される場合がある）。廃止される月曜の元の放送枠には40代から50代を視聴ターゲットに据えた『逆転人生』を編成した。これについて、NHKの関係者は匿名で「視聴世代の若返りを口実に、硬派な番組が削られていく」という意見を寄せた。
2021年（令和3年）3月18日限りで、メインキャスターの武田が、同年4月から大阪放送局へ異動になることに伴い番組を降板した。なお、武田は降板し大阪へ異動した同年4月以降、金曜夕方の情報番組『ニュース きん5時』の総合司会と平日午後のニュース番組『列島ニュース』のキャスターに就任した（その後、2023年2月をもってNHKを退職）。同年3月30日から、番組が一部リニューアルされ、井上裕貴と保里小百合両アナウンサーがキャスターに就任した。また、2011年度から休止していたBSでの再放送がBS1にて再開され、本放送の翌日水曜から金曜の17:30 - 18:00に放送された。
2022年3月17日の放送を以て井上・保里が揃って降板すると同時に『クローズアップ現代+』としての放送を終了した。その後、2週間の年度末特集編成期間を挟んだ後、同年4月4日からは番組名を『クローズアップ現代』（“プラス”の表示が外され元に戻る）に再改題の上、大幅にリニューアル。同年4月1日まで『NHKニュースおはよう日本』の平日メインキャスターを務めていた桑子真帆がキャスターに就任、放送時間も6年ぶりに19時台の放送に戻り、月曜から水曜19:30-19:57の放送にそれぞれ変更された。また、29年続いた木曜の放送が廃止される一方で、月曜の放送が3年ぶりに復活した。なお、井上・保里は降板後の同年4月4日から、井上は平日夕方に関東地方で放送されているローカルニュース番組『首都圏ネットワーク』のメインキャスターに就任した一方、保里は同年4月から水戸放送局に異動となり、平日夕方に茨城県で放送されているローカルニュース番組『いば6』のキャスターに就任した。なお2021年に「2022年3月をもって番組が終了する」という報道が一部ネットメディアを中心になされたが、NHKは「事実無根」と否定した。
2023年12月20日の放送30周年年末拡大スペシャルでは、1993年4月の番組開始から23年間に渡ってキャスターを務めた国谷裕子がゲストとして出演した。

## 出演者

### 2022年4月時点での出演者
MC（NHKアナウンサー）
- 桑子真帆（2022年4月 - ）

レギュラーゲスト（毎週水曜日）
- 石井光太（作家）
- 宮田裕章（慶應義塾大学教授）

ナレーション
- 安元洋貴（月曜日）
- 小松未可子（火曜日）
- 中井和哉（水曜日）

### 過去の出演者
| 期間 | 期間          | MC1                                                                | MC1                                                                | MC1                                                                | ナレーション   | ナレーション   | ナレーション   | リポーター | リポーター | リポーター |
| --- | ------------- | ------------------------------------------------------------------ | ------------------------------------------------------------------ | ------------------------------------------------------------------ | -------------- | -------------- | -------------- | ---------- | ---------- | ---------- |
| 1993年4月 | 2016年3月     | 国谷裕子                                                           | 国谷裕子                                                           | 国谷裕子                                                           | （下記を参照） | （下記を参照） | （下記を参照） | （不在）   | （不在）   | （不在）   |
| 2016年4月 | 2017年3月     | 伊東敏恵 鎌倉千秋 久保田祐佳 小郷知子 杉浦友紀 松村正代 井上あさひ | 伊東敏恵 鎌倉千秋 久保田祐佳 小郷知子 杉浦友紀 松村正代 井上あさひ | 伊東敏恵 鎌倉千秋 久保田祐佳 小郷知子 杉浦友紀 松村正代 井上あさひ | 浅野真澄       | 古谷徹         | 磯部弘         | （不在）   | （不在）   | （不在）   |
| 2017年4月 | 2019年3月     | 武田真一                                                           | 鎌倉千秋                                                           | 田中泉                                                             | 浅野真澄       | 古谷徹         | （不在）       | （不在）   | （不在）   | （不在）   |
| 2019年4月 | 2020年3月     | 武田真一                                                           | 武田真一                                                           | 武田真一                                                           | 浅野真澄       | 古谷徹         | （不在）       | 高山哲哉   | 栗原望     | 合原明子   |
| 2020年4月 | 2021年2月16日 | 武田真一                                                           | 武田真一                                                           | 武田真一                                                           | 浅野真澄       | 古谷徹         | （不在）       | 小山径     | 栗原望     | 合原明子   |
| 2021年2月17日 | 2021年3月     | 武田真一                                                           | 武田真一                                                           | 武田真一                                                           | 浅野真澄       | 古谷徹         | （不在）       | 小山径     | 小山径     | 栗原望     |
| 2021年4月 | 2022年3月     | 井上裕貴                                                           | 保里小百合                                                         | 保里小百合                                                         | 浅野真澄       | 古谷徹         | （不在）       | （不在）   | （不在）   | （不在）   |
| 2022年4月 | 現在          | 桑子真帆                                                           | 桑子真帆                                                           | 桑子真帆                                                           | 安元洋貴       | 小松未可子     | 中井和哉       | （不在）   | （不在）   | （不在）   |
| ※井上あさひは京都局勤務、大阪局からの担当 1 2016年4月から2017年3月の期間は上記NHK女性アナウンサーが交代でMCを担当。2017年4月から交代制、および 月1、2回程度行った井上あさひによる「大阪発」を終了させ、武田真一と鎌倉千秋と田中泉が固定MCとなった。 |               |                                                                    |                                                                    |                                                                    |                |                |                |            |            |            |

過去の代行司会者
- 伊藤博英（2000年4月から2006年3月）
- 川端義明（2000年以降に何度か代行したが、詳細不明）
- 畠山智之（1997年頃から2000年3月、2006年4月から2008年度まで、2010年11月29日・30日・12月1日・2日、2011年3月7日・8日放送分）
- 森本健成（2008年5月15日、2009年1月15日、3月2日 - 5日放送分、2009年度から数回担当）
- 内多勝康（2012年2月8日・9日、3月8日、2013年1月21日 - 28日、5月27日 - 30日放送分）
- 近田雄一（2014年4月から2015年3月）
- 高井正智（2014年4月から2016年3月、桑子時代の代理：2023年2月14日、2月22日、2023年11月20日、2024年2月14日、3月4日）
- 西東大（2015年4月から2016年3月）
- 小山径（桑子時代の代理：2022年12月12日・12月13日・2023年2月13日・2月15日）
- 合原明子（桑子時代の代理：2023年11月21日）
- 星麻琴（桑子時代の代理：2023年11月22日・2024年2月13日）
- 井上二郎（桑子時代の代理：2023年11月29日・2024年12月2日）
- 赤木野々花（桑子時代の代理：2024年12月4日・2025年4月7日 - 9日）

かつて、代理出演の際には「今日（今週）は国谷キャスターに代わってお伝えします」とコメントしていたが、2010年に入ってからはこのコメントがなくなっている。
ナレーション
- 石原良
- 大場真人
- 池水通洋
- 野田圭一
- 永井一郎
- 坪井章子
- 山口奈々
- 中西妙子
- 中江真司
- 柴田秀勝
- 矢田耕司
- 佐藤正治
- 島田敏
- 田中亮一
- 塩屋浩三
- 郷里大輔
- 上村典子
- 銀河万丈
- 平野正人
- 増谷康紀
- 掛川裕彦
- 鈴木賢
- 三浦祥朗
- 鈴木博紀
- 吉水孝宏　他

## 放送時間
総合テレビ・BS1・BS2
| 期間    | 期間    | 本放送                                           | 時差放送                     | 時差放送       |
| 期間    | 期間    | 総合テレビ                                       | BS1→BS（2K）                 | BS2            |
| ------- | ------- | ------------------------------------------------ | ---------------------------- | -------------- |
| 1993.4  | 1997.9  | 21:30 - 21:59（29分）                            | 放送なし                     | 放送なし       |
| 1997.10 | 2000.3  | 21:30 - 21:59（29分）                            | 23:50 - 翌0:19               | 放送なし       |
| 2000.4  | 2000.9  | 19:35 - 20:00（25分）                            | 21:30 - 21:55                | 放送なし       |
| 2000.10 | 2003.3  | 19:30 - 19:55（25分）                            | 21:30 - 21:55                | 放送なし       |
| 2003.4  | 2003.10 | 19:30 - 19:56（26分）※                           | 23:45 - 翌0:11               | 放送なし       |
| 2003.11 | 2004.3  | 19:30 - 19:56（26分）※                           | 21:24 - 21:50                | 放送なし       |
| 2004.4  | 2004.10 | 19:30 - 19:56（26分）※                           | 23:50 - 翌0:16               | 放送なし       |
| 2004.11 | 2005.3  | 19:30 - 19:56（26分）※                           | 21:34 - 22:00                | 放送なし       |
| 2005.4  | 2006.3  | 19:30 - 19:56（26分）※                           | 放送なし                     | 23:55 - 翌0:21 |
| 2006.4  | 2006.12 | 19:30 - 19:56（26分）※                           | 放送なし                     | 23:00 - 23:26  |
| 2007.1  | 2008.3  | 19:30 - 19:56（26分）※                           | 放送なし                     | 20:32 - 20:58  |
| 2008.4  | 2009.3  | 19:30 - 19:56（26分）※                           | 放送なし                     | 20:34 - 21:00  |
| 2009.4  | 2010.3  | 19:30 - 19:56（26分）※                           | 放送なし                     | 翌0:10 - 0:36  |
| 2010.4  | 2011.3  | 19:30 - 19:56（26分）※                           | 放送なし                     | 翌0:15 - 0:41  |
| 2011.4  | 2013.3  | 19:30 - 19:56（26分）※                           | 放送なし                     | （廃局）       |
| 2013.4  | 2015.3  | 19:30 - 19:56 (再)翌0:10 - 0:36 （いずれも26分） | 放送なし                     | （廃局）       |
| 2015.4  | 2016.3  | 19:30 - 19:56 (再)翌1:00 - 1:26 （いずれも26分） | 放送なし                     | （廃局）       |
| 2016.4  | 2019.3  | 22:00 - 22:25 （25分）                           | 放送なし                     | （廃局）       |
| 2019.4  | 2021.3  | 22:00 - 22:30 （30分）                           | 放送なし                     | （廃局）       |
| 2021.4  | 2022.3  | 22:00 - 22:30 （30分）                           | （水）- （金） 17:30 - 18:00 | （廃局）       |
| 2022.4  | 2023.3  | 19:30 - 19:57 （27分）                           | （火）- （木） 17:30 - 17:57 | （廃局）       |
| 2023.4  | 2023.11 | 19:30 - 19:57 （27分）                           | （火）- （木） 5:30 - 5:57   | （廃局）       |
| 2023.11 | 2024.3  | 19:30 - 19:57 （27分）                           | （火）- （木） 4:00 - 4:27   | （廃局）       |
| 2024.4  | 現在    | 19:30 - 19:57 （27分）                           | （火）- （木） 4:30 - 4:57   | （廃局）       |

- ※ - まれに19:58までの28分間に延長する場合があった。
- BS2の時差放送は難視聴対策放送の終了に伴い総合テレビ2011年3月10日放送分で事実上打ち切り。

BShi（現在は終了）
- 2000年12月 - 2003年3月…21:30 - 22:00、のちに22:55 - 23:20

BS2とBShiは2023年11月までのBSプレミアム。

### 備考
- 2022年3月まではすべて火曜〜木曜の放送。1995年4月 - 1997年3月は金曜日（休止の場合多し）にも放送されており、1993年4月 - 2019年3月までは月曜日にも放送されていた。2022年4月からは月曜〜水曜の放送になった。BSの時差放送は2008年度までは当日分を、2009年度以降打ち切りまでは前日分（テーブル上は当日深夜）をそれぞれ放送。
- またNHKワールドTVに於いても、前週の放送で特に反響の多かった内容を1本選び、『Today's Closeup』の題で、金曜23時30分から23時57分を初回に、土曜日に3回、翌週木曜未明（水曜深夜）に1回の5回再放送されている。

#### 放送休止
- 国民の祝日や春の大型連休、お盆、年末年始、年度末の特集編成時は原則休止（20時から定時番組、または別の特番が放送される場合は、本放送の枠で『にっぽん紀行』を放送する場合がある）。ただし、祝日も定時放送されたことがある[注 6]。
- 19時台放送時代第1期は前枠の『NHKニュース7』に左右されやすかった。『ニュース7』が延長して20時まで放送した場合は休止となっていたほか、国政選挙の投開票日翌日に『討論スペシャル』が放送される場合も休止していた。2001年のアメリカ同時多発テロ事件では休止が多く、一度20時台に放送したことがあった。2003年のイラク戦争、2004年の新潟県中越地震、2005年4月のJR福知山線脱線事故、2011年3月の東日本大震災の例がある。2000年10月以降は20時前の番組案内と気象情報が休止させる際は、数分遅れて開始する（大抵は2分遅れで開始することがほとんどで、本番組終了直後に気象情報が放送される。NHKワールド・プレミアムでは海外安全情報が休止または21時前にスライドされ、2分間のフィラーまたは番組案内スポットが放送される。この場合、大抵は19:58の本番組終了と同時にノンスクランブル放送も終了となるが、短時間のニュースまたはそのままフィラーや番組案内スポットを放送して20:00にノンスクランブル放送を終了する場合もある。放送時間が19:30 - 19:58に拡大した場合でも同様）。また、2002年6月にはサッカー・FIFAワールドカップ日韓大会の中継との兼ね合いで『ニュース7』共々1時間繰り下げて放送したケースもある。
- 『クローズアップ現代+』時代も、前枠の『ニュースウオッチ9』が重大ニュースや自然災害により22:30頃以降まで拡大放送される場合は休止となっていた（一部例外あり[注 7]）。
- 2022年4月の『クローズアップ現代』への再改題および19時台への枠移動後も『NHKニュース7』が重大ニュース・自然災害や国政選挙公示関連報道により20:00頃以降まで拡大放送される場合は休止となるほか、特集番組の多い時期で無くても『ニュース7』の放送時間拡大以外の事象により休止となる場合もある[注 8]。

収録放送
- 『クローズアップ現代』時代は原則生放送だが、全編が収録放送になることがあった。この時はいつもの挨拶「こんばんは、クローズアップ現代です」がなかった。2016年4月に『クローズアップ現代+』となってからは番組の前半部分は事前収録で後半部分は生放送パートになり、その場合は画面左上に「LIVE」のテロップが表示されていたが、2019年4月から2022年3月までは「LIVE」のテロップはなくなったため、生放送か撮って出しかは不明である。2022年4月から画面右上「LIVE」のテロップを再び表示されることになった。

#### 放送体制
- 2009年8月末よりリアルタイム字幕放送を開始。なお、リアルタイム字幕放送は事前収録などVTR中に入る字幕では事前に作成しているためか、稀に同じタイミングで表示されることもある。全編収録放送の場合は他の収録番組と同様に同じタイミングで表示される（深夜再放送も同文）。
- NHK総合テレビジョンはステレオ放送。
- 随時、二ヶ国語放送を行う時がある。NHKワールド・プレミアム（生放送）も実施。ただし全編英語副音声放送ではなく、英語によるインタビューの部分のみが英語副音声放送（2010年度までは総合テレビのアナログ・デジタル両波、NHKワールド・プレミアムともモノラル二重音声だったが、2011年度からは総合テレビはステレオ2音声でNHKワールド・プレミアムはこれまでどおりモノラル二重音声である）。国谷が英語によるインタビューの場合、生放送の場合は国谷の声も同時通訳者が訳すが、事前に収録した分は国谷が自らの吹き替えをする。
- NHKが使用する番組冒頭での「2か国語」テロップは当初、他のNHKの2か国語放送番組とは違い表示されず、「2か国語」テロップはインタビュー開始時に挿入していた（2か国語テロップは通常のものとは異なる）が、現在は他のNHKの2か国語放送番組と同様、開始冒頭に表示される。
- 2009年度からは特定分野の専門家から一般市民まで、外国人のコメントのほとんどを声優が吹き替えるようになった。
- 『クローズアップ現代』時代は放送する内容については翌週分を含めて番組ホームページに掲載されていたが、原則生放送の情報番組であるため、翌週分の予定していた内容を、その時々の時勢により変更する場合があった。
  - 例：2014年7月10日放送予定分は、当初の発表[23] では「小中学校“スマホ追放騒動”〜トラブル低年齢化の波紋〜」を放送する予定だったが、7月7日になって、当時猛烈な勢力で日本に近づきつつあった台風8号の被害が懸念されることから、その進路に当たる沖縄県などの取材、および2011年紀伊半島豪雨による土砂災害で被災した三重県紀宝町からの生中継を交えて、台風災害の予防に備えることを目的とした「列島警戒 “巨大台風”にどう備えるか」（ゲスト・山崎登＜NHK解説委員＞）[24] に内容を変更することを一度は決めていた（当初の「スマホ追放騒動」の特集は7月15日に延期）。しかしその特集を放送する予定だった7月10日になって台風が関東に接近する恐れがあり、その最新情報を伝える必要があることから、急きょ前枠の『ニュース7』を20時まで延長したため、この「巨大台風にどう備えるか」の特集は紀宝町からの生中継を含めお蔵入り（放送中止。代替延期もなし）となった[注 9]。
  - 『クローズアップ現代+』となってからは翌週分の予定掲載は廃止、火曜日から木曜日の放送となってからは、月曜日に今週分の放送予定を掲載、木曜日の番組終了後に翌火曜日（翌回）の放送予定を掲載している。
- 2016年度には、番組中のテーマに沿ったイラストをリアルタイムで描く「グラフィックレコーディング」（4月11日以降は、「スケッチノーティング」と名称を改めた）を導入した。完成したイラストはホームページ上で公開される[25]。
- 2016年4月18日は、熊本地震の特集を行うため『プロフェッショナル 仕事の流儀』を休止し、放送時間を23:15まで延長した。
- 2016年末は当初、12月19日に後述の特別番組を放送して年内の放送を終了する予定だったが、翌20日にも同月13日に沖縄県名護市で起きたアメリカ軍のオスプレイ墜落事故に関する特集を行うため急遽休止返上で放送した。その後、同月21日以降は当初の予定通り年末特集編成により休止した。
- 2019年6月18日は番組放送中の22:22頃に新潟県で最大震度6強を観測する地震が発生。地震発生時には緊急地震速報の字幕スーパーが画面に現れ、武田が視聴者に揺れへの警戒を呼び掛けたが、この直後にニュースセンターからの緊急ニュースに切り替わり番組はその時点で強制打ち切り終了となった。
- 2021年からは編成上の都合や重大ニュース発生に伴う緊急特集を行うために19時台や本来休止日である月曜日や金曜日に放送する事例が度々発生している。
  - 2021年1月12日は19:30から放送（『サラメシ』と枠交換）。
  - 2021年2月4日は19:30から放送（『所さん!大変ですよ』と枠交換）。
  - 2021年5月11日は、新型コロナウイルスの関連特集を行うため、『サラメシ』と枠交換した上で19:30から放送した[26]。
  - 2021年7月5日は月曜日であるが、2日前（同年7月3日）に静岡県熱海市で発生した大規模土石流を受けて、22:00から臨時で放送した[27]。
  - 2021年7月16日は金曜日であるが、発生から23年が経つ和歌山毒物カレー事件の特集を行うため、19:30から放送した（一部地域では別番組差し替えのためネット返上）。なお、この時のタイトルは『クローズアップ現代』であり、ロゴも『+』とは異なる[28]。
  - 2021年9月6日は月曜日であるが、内閣総理大臣の菅義偉が自民党総裁選挙に立候補することを断念したのを受けて、19:30から臨時で放送した[29]。
  - 2021年10月5日から同月7日は19:30から放送[30]。
  - 2021年11月1日は月曜日であるが、前日（10月31日）に投開票が行われた第49回衆議院議員総選挙の特集を行うため、19:30から放送した[31]。
  - 2022年3月8日は当初本来の放送時間帯に『北京パラリンピック デイリーハイライト』を放送のため休止の予定だったが、ロシアによるウクライナ侵攻に関する特集を行うため、『サラメシ』を休止して19:30から臨時で放送。その後、同月9日・10日は当初の予定通り休止となった。
  - 2022年3月15日はロシアによるウクライナ侵攻に関する特集を行うため、『サラメシ』と枠交換の上で19:30から放送。
  - 2023年9月13日は「ニュース7」の放送拡大によって休止となった。

#### 差し替えの場合
- 2008年1月7日放送の75分拡大版では、総合テレビとNHKワールド・プレミアムのみの放送となり、NHKワールドTVは20:30からの定時英語ニュースを放送する関係上放送せず、NHK沖縄放送局制作の『ドキュメント沖縄』に差し替えた。
- 2008年8月26日放送の75分拡大版「“グローバル・インフレ”の衝撃〜世界は危機を乗り越えられるか」は総合テレビとNHKワールド・プレミアムでの同時放送となり、NHKワールドTVは31日に時差放送。BS2の時差放送は休止となった。
- 2011年の最初の放送、成人の日の祝日明けにあたる1月11日（火曜日）放送の75分拡大版「“ウーマノミクス”が日本を変える」は総合テレビとNHKワールド・プレミアムのみ放送し、BS2の時差放送は休止）。
- NHKワールドTVは2007年8月6日から9日まで、これまでの放送の中から抜粋して再放送を行った。
- 2008年は夏の特集番組編成に加え北京オリンピック中継もあるため、7月28日〜8月25日の約1か月間休止となった。
- 不定期で地域により別番組を放送することがあり、その場合は時差放送や翌日に振り替え放送を行う。2010年8月31日放送分において北海道地方ではプロ野球中継に差し替えて放送したため22:55からの時差放送、2013年9月26日放送分においては東北地方ではプロ野球中継に差し替えて放送した為翌27日20:00からの振り替え放送という例があった。

#### （当日以外の）再放送
- 2007年から2011年3月までBS2で土・日曜に放送されていた『あなたのアンコール』で再放送されることがあった。
- 2007年6月9日（土曜日）には、6月7日放送された社会保険庁の「“宙に浮いた年金記録”どうする5000万件」が視聴者の反響が多かったことから、総合テレビで17:30 - 17:56に急遽、字幕放送を付けて再放送した（別番組を放送する京都・広島・高知放送局を除く）。
- 2008年12月から、NHKオンデマンドでも放送後1週間（のちに2週間）、2020年3月から、NHKプラスでも同時ネット配信と1週間の見逃し配信を視聴することができる。ただし回によっては、映像の権利関係などにより配信されないことがある。
- 2009年4月から、番組ホームページ上で放送後の映像を10分弱程度に再編集した動画を一部の回で掲載（2016年11月25日からは「ショート動画」として数分程度に再編集した動画を掲載）。2011年10月からは、一部の回を除いて放送した内容全てを文字で掲載している（およそ1年間掲載）。
- 2018年4月から、土曜1:40 - 2:10（金曜深夜。放送時間の前後あり）にその週の反響が大きかった回を再放送している。
- 2020年4月から2021年3月まで、土・日・月曜未明（金・土・日曜深夜）に（放送時間は土曜未明（金曜深夜）以外は不定期）その週の放送を再放送していた。
- 2020年4月15日 - 5月1日までは、前日の放送分を4:30 - 5:00に再放送した。この再放送では字幕放送は行われなかった。
- 2021年度からはBS1にて、放送翌日の17:30 - 18:00に前日の放送回を再放送している[32]。

#### 例外
- 2011年3月は10日の放送で、取材対象だったニコニコ生放送と連動企画を実施し、次回は2週間の休止を経て新年度3月28日に再開する予定だった。しかし3月11日に発生した東日本大震災を受けて、1週間切り上げて21日から再開。31日までの8回は20:00-20:43に放送時間を移して地震関連の特集を放送した。また21日からの4日間はBS1とNHKワールドTVでも同時放送、翌週28日からの4日間はNHKワールドTVで同時放送、および総合、BS1（3月31日放送分を除く）、NHKワールド・プレミアムの3波同時で翌日0時台に再放送を実施。総合、BS1、NHKワールド・プレミアムは副音声放送で英語通訳を放送、デジタル放送はステレオ2音声放送、アナログ放送とNHKワールド・プレミアムはモノラル二重音声放送。一方でNHKワールドTVは完全英語音声放送でモノラル放送。4月に入ってからも震災関連の内容が続き、4月25日までは平日の定時番組と交互する形で20:00 - 20:43の放送となっていたが、4月26日から3月10日放送分以来の通常時刻での放送に戻った。2012年3月1日は19:30 - 20:43と放送時間枠を拡大した。このときの内容は「震災データマップ 記録が語る新事実」だった。
- 「クロ現+」以降としては初の特別編となる「クローズアップ現代+ 徹底追跡! おカネ報道SP」が、2016年（平成28年）12月19日 19:30 - 20:43（JST）に放送され、2回目の特別編となる「くろげん+夏休み課外授業 親子でまなぼう! "戦争とテロ"」が、2017年（平成29年）8月10日 19:30 - 20:43（JST）に放送された[注 10]が、3回目の特別編となる「この世界の片隅に放送記念企画 #あちこちのすずさん」が、2019年（令和元年）8月10日 20:05 - 翌5:00（ラジオ第一・らじらー！サタデー&ラジオ深夜便の放送枠）・21:00 - 21:50（総合テレビ・共にJST）で、4回目の特別編となる「終戦75年特集 #あちこちのすずさん2020」が、2020年（令和2年）8月13日 22:00 - 23:13（JST）に放送することが決定した。
- 2022年5月11日は19:30-20:15まで（事前収録）でNHK沖縄放送局が中心となって取り組む「沖縄県本土復帰50周年・つなぐ未来へ」[33]キャンペーンの一環として、「VR時空旅行 → 沖縄1972」が45分拡大スペシャル版で放送された。この番組では、ゴリ（ガレッジセール。沖縄出身）が案内役を務め、若者たちに1972年の復帰前後の沖縄をバーチャル体験してもらいながら、今日に至るまでの沖縄の課題を見つけ出すという内容だった[34]。
- 2023年12月20日は19:30 - 20:42まで放送30周年 年末拡大SP「国谷裕子×桑子真帆～激動の時代を越えて～」と題し、初代キャスターである国谷が7年ぶりに番組に出演した。イスラエル・パレスチナ問題と気候変動の2つのテーマを軸に進めた[35]。
- 2025年3月24日には19:30 - 20:42まで放送開始100年を記念し、「放送100年SP テレビが伝えた“あの日”と未来」と題し、45分拡大スペシャル版で放送する予定。ゲストに藤井貴彦（元日本テレビアナウンサー）、長野智子（元フジテレビアナウンサー）、三宅民夫（元NHKアナウンサー）が出演[36]。

## 受賞
- 1996年 放送文化基金賞 個人・グループ部門（国谷裕子と制作スタッフに対して）
- 2002年 菊池寛賞（国谷裕子と制作スタッフに対して）

## 国際放送での放送について
NHKワールドTVは英語放送の強化によりNHKワールドTVの同時放送は2008年3月18日放送分（19日は放送権の都合で放送せず）を最後に打ち切り。2009年1月までは全時間帯が英語主音声・日本語副音声の2か国語放送となっていたが、2009年2月からは2か国語放送を取りやめ、完全に英語音声に吹き替えたものを「Today’s Close-Up」に改題の上で放送し、さらには番組のデザインにあわせた英語のテロップ（キャスター名、ゲスト）が加えられる。日本国内における2009年3月30日放送分以降は一部グラフ映像を除き、完全に英語テロップに差し替えている。そのため、国内向け･在外邦人向け国際放送用と外国人向け国際放送用でテロップの内容が異なる。
放送回の内容によっては日本国内では通常通り放送されてもNHKワールドでは放送権の都合（権利映像が多く含まれていて放送できない部分が多い場合、他国の文化の事情などで国際放送には相応しくない内容がある場合など）で休止となり、NHKワールド・プレミアムでは基本的に首都圏以外の各地方放送局制作による地域情報番組（金曜日19:30の『特報首都圏』に相当する時間枠）に差し替えられる（差し替えの場合でもノンスクランブル放送は行われる）。日本国内で番組の放送自体が休止となる場合も同様の措置となるが総合テレビの特集番組を同時放送するときもある。まれではあるが、NHKワールド・プレミアムでは通常通り放送してもNHKワールドTVでは放送できないケースもある。NHKワールドTVでは祝日に関係なく通常通り放送されるが、放送権の都合で海外向けの放送が行えない回がある場合または祝日などの特集編成の関係で日本国内においての番組自体が休止となった場合は過去に放送された回（放送権に支障のないもの）が再放送される。
なお、NHKワールドTVではこれまでほぼ毎回放送されていたが、2012年度下半期からは番組改編により週2回の放送に縮小されている。
2021年9月27日からはNHKワールド JAPANのホームページ上において見逃し配信、2022年4月4日から同時配信をそれぞれ開始した。前述のOTTサービスであるNHKオンデマンドとNHKプラスが日本国内限定のため、それらのインターネット視聴は、OTTサービスとの差別化や受信料制度との整合性の観点も兼ねて配信対象外となっている。

## 問題を指摘された事項
- 1999年6月17日、当時復刊された『ちびくろサンボについての論争を題材とした回が放送された。この放送について、復刊を後押しした灘本昌久（当時京都産業大学教授）は「番組の最後のまとめが「人種差別反対か表現の自由か」みたいな感じになっていましたが、少し私のいいたいこととはずれます」「『ちびくろサンボ』を人種差別であると攻撃しつづけることは、黒人自身にとって不都合である」とした。また、灘本は番組が同書を擁護する側を紹介する際に演出したような「差別と表現の問題を議論しているときに、『表現の自由』をもちだす」議論の仕方を「捨てぜりふ」と酷評している[40]。
- NHKは同局の“偏向報道”を批判する「NHK報道を考へる会」という団体が提出した公開質問状への回答にて、本番組にて北朝鮮による日本人拉致問題について放送した旨の回答を行ったが、同団体は拉致問題に初めて触れたのは2000年4月4日の「対話は進むか・日朝交渉きょう再開」であり、北朝鮮による拉致被害者家族連絡会の結成から3年も経過した後のことであることを理由として、その対応の鈍さを再度批判した。この批判は『正論』2000年6月号に「NHKウォッチング」として関係記事が掲載されている[41]。
- 2001年5月21日、竹林の拡大を取り上げた回を放送した。この放送に対して、竹文化振興協会は「竹林が放置されたため、竹林が拡大した」という説明とは異なり、輸入筍の増加により国内の筍栽培が打撃を受けたことや、自然拡大は筍栽培のための植林が実施されなくなった1978年以降の拡大分のみであること、竹林を管理しても竹の特性から林外まで根を伸張させる竹は発生すること、番組で紹介した伐採するボランティアばかりでなく、拡大した竹林を活用するボランティアも居ることなどを挙げて、番組の偏向を批判している[42]
- 2002年11月7日「ベストセラーをめぐる攻防〜作家VS図書館〜」が放送された。これはベストセラー作家の新刊書籍を公共図書館が複数購入（複本と称する）する行為に対しての是非を検証した内容で、町田市市立図書館は放送の内容に偏りがあり、ベストセラー作家の本だけを購入しているわけではないこと、図書を借りる市民の需要に応えるためには複本の購入は必要であること、資料購入費の削減がサービス内容の劣化を招くこと、出版不況の理由を図書館に求める姿勢が誤っているというスタンスを取っていることなどを理由として、反論している[43]。
- 2003年2月6日、レジオネラ菌について取り上げた回を放送した。この中で厚生労働省の管理規定に沿った運営を実施していた温泉施設で感染が発生した過程を追っていったが、高齢者向け施設太陽の郷は「"課題を限定した詳細な報道"のみでなく、"問題点をクローズアップした実証的解説"から、"日常生活に役立つ、適切な判断材料（生活情報）"を期待しているのではないでしょうか」と述べ、このケースでは行政指導に沿った運営をしていたが故に番組が「魔女狩り」の判定根拠を失ってただ不安を煽るだけの結果を招いたと分析した。更に、番組で問題にした配管内の生物膜と管理規定を再検証し、同施設で考えているレジオネラ防止策を提案した上で「厚生労働省が指導している、大容量の水質管理指導は、細菌増殖抑制の点で、適切なものとはいえません」と結論している[44]。
- 2005年3月28日放映の「国旗国歌で教師処分へ卒業式」に対し、東京都教育委員会は「当初の取材申し出の趣旨である『学校の実態はどうなっているのか。なぜ、適正化を図らなければならなかったか』まで踏み込んだ内容になっているとはとうてい言えず、結果として『強制』をめぐっての都教育委員会と学校現場の教員との対立という印象を与える番組としたことについて、都教育委員会として極めて遺憾である」としてNHKに抗議している[45]。4月5日、東京都議会の自民党会派はNHKに「様々な教育の意見の中で、あえて反対する教員の声だけを取り上げ、あたかも教職員と都教育委員会が敵対しているかのような内容や構成になっている。NHKの今回の報道内容は公正公平を基本とすべき公共放送の報道姿勢として大変遺憾なことであり、 今後、こうしたことのないよう、強く要請する次第です」とのコメントを発表した。また、自民党の柏村武昭（参議院議員、当時）は2006年6月15日の参議院総務委員会で上記番組について質問し政治的な公平や意見が対立している問題について多くの論点を明らかにすることなどを定めた放送法の規定を挙げ、「国旗・国歌に偏見を持たせるような番組づくりだ。放送法に抵触するのではないか」などと指摘した。
- 2007年6月21日、沖縄戦における集団自決をテーマとした「集団自決”62年目の証言〜沖縄からの報告〜」を放送した。この放送について、地方議員でつくる日本会議系の下部団体は番組のゲスト大城将保（当時沖縄国際大学講師）が反戦運動の活動家であることや、当時は裁判にて係争中の段階であり、その上自決命令を下したとされる日本軍指揮官の冤罪が明らかになりつつあるとし、原告である元日本軍指揮官側の声をほとんど取り上げなかったとして、抗議活動を行っている[46]。なお、関連の大江健三郎・岩波書店沖縄戦裁判は原告（元日本軍兵士）側敗訴で終結した。
- 2008年5月7日、映画『靖国 YASUKUNI』の公開延期を取り上げた回の放送にて、取材を受けた同映画に批判的な主張を行っている人物が、「ネット社会の匿名性を正したい」という番組の女性スタッフの発言を信じ、「わたしを悪人のように表現しなかったらブログをつかっていいです。信頼しますよ」とそのスタッフと口頭で約束したにもかかわらず、実際の番組では悪人扱いをされたとして、抗議を行っている[47]。
- 2008年12月9日の放送において航空自衛隊幕僚長（当時）の田母神俊雄が政府見解と異なる発言をしたことに関連した放送を行った。冒頭で、自衛隊員には様々な考え方の人物がおり、田母神のような考え方をしない隊員が大勢いる旨を予め断った上での放送であったが、チャンネル桜は内容が偏向しているとして12月末にこの回を批判する討論番組を制作した。
- 2009年2月25日、「売買される基地の土地沖縄」が放送された。沖縄県内の軍用地主を取材した内容だったが、沖縄防衛局は広報誌『はいさい』120号にて本来、土地価格は地価の動向を客観的に反映して決定されるにもかかわらず、地価が上昇している地点があることを強調した内容であること、地主たちが軒並み地代による不労所得に依存した低所得者であるかのような発言があったこと、米軍からのまとまった土地の返還事例がないかのような報道があったが実際にはまとまった土地が返還された事例があることなどを理由として、反論している[48]。
- 2009年3月5日に同番組の取材中に外部プロダクションのカメラマンらがJR桜井線巻向駅近くに位置する遺跡の位置関係を撮影するためカメラの三脚をセットしたが、その際線路からほとんど離れていない場所に三脚を立て、走行してきた列車が気付いてブレーキをかけ列車が停止するトラブルがあった[49]。
- 2009年10月8日には健康食品をめぐるトラブルについて放送した。『通販新聞』はこの放送に対して、ある業者が「剤形が誤解を与え安全性が担保できないなら"表示制度を整備すれば良い＂ということになってしまう。そうした本質的な議論に踏み込めないから『錠剤・カプセルが駄目』とお茶を濁している」と不満を漏らしていたと報じている。また、放送中より健康食品販売を行っている会社の一部には問い合わせが相次ぎ、その後業界団体の『日本健康・栄養食品協会』が番組に追従するコメントを出したとして、一連の流れを批判する記事が掲載された[50]。
- 2013年5月16日放送の「揺らぐ警察」では、大阪府警察警察学校での教育における警察不祥事の対策例を採り上げたが、弁護士の清水勉は、自身のブログで「真に必要なのは警察がノルマ主義をやめる事だ。自分も取材を受けたが、放送されず焦点が意図的に外されているとしか思えない。」と、この内容を批判している[51]。
- 2014年1月14日に「あふれる“ポエム”?! 〜不透明な社会を覆うやさしいコトバ〜」が放送された。取材対象となった「居酒屋甲子園」は、特定非営利活動法人居酒屋甲子園が、外食産業の活性化を目的として主催するイベントで、2013年11月の第8回大会の決勝は料理や接客ではなく、エントリーされた居酒屋の店長や店員のステージ上でのスピーチを競った。番組は「ポエム化」が「目にしたくない現実を覆い隠す道具になりかねない」と伝え、甲南大学准教授の阿部真大は「一見すると異様で騙されているようにも見えるが、彼らの労働状況を考えると『そう思わないとやっていけない』というのも事実」と述べた[52]。同NPO法人は関係者に放送内容によって迷惑を掛けたとして謝罪文を公表し、NHKへの異議を唱えた[53]。
- 2014年7月3日の「「集団的自衛権」 菅官房長官に問う」[54]において菅官房長官の答弁の途中に音声が切れて番組終了となる異例の事態となった。国谷裕子キャスターが番組の最後をまとめる時刻になったのに議論に熱中しスタッフの終了指示を無視して質問を繰り返したのが原因である[要出典]。
- 2018年4月24日に、「郵便局が保険を“押し売り”!?」を放送したところ、日本郵政から複数回の抗議があり、同年10月にNHK経営委員会より上田良一NHK会長が厳重注意処分を受けるとともに、インターネット上の関連動画の削除や続編放送の延期などの対応が取られた[55][56]。かんぽ生命保険の親会社である日本郵政の上級副社長(当時)は電波行政を扱う役所の元総務省の事務次官の抗議のためか、NHKの経営委員会がNHK会長を厳重注意する結果になる。会長の厳重注意の議決があるはずで、その議事録は放送法で公表が義務付けられているが議事録ではなく議事経過なるものを公表[57]。翌年7月には次期会長指名部会が設立され、上田会長の業績評価などが行われた[58]。議事録については後に情報開示請求を行っていた朝日新聞や産経新聞などの求めに応じて文書を開示し、その中で当時経営委員長代行の森下俊三（現・経営委員長）が「極めて稚拙」などと本番組の取材手法などを批判した内容が記載されており、これらの発言が番組への干渉を禁じた放送法に抵触する可能性も指摘されている[59][60]。元NHK職員ら114人が経営委員会が会長に厳重注意した際の議事録や録音データの開示を請求し東京地裁に提訴。2024年2月20日、東京地裁はNHKに録音データの開示を命令。さらに開示義務を怠ったなどとして、NHKと森下に計228万円を支払うように命じた[61][62]。

### やらせ疑惑
2014年5月14日に放送された「追跡“出家詐欺”〜狙われる宗教法人〜」（2014年4月25日に『かんさい熱視線』で放送）でNHK大阪放送局の記者が、大阪府在住の50代の男性に対し「多重債務者が出家して別人になりすまし、融資を受ける「出家詐欺」のブローカー役になって債務者とやりとりする演技をしてほしい」と依頼され、これがいわゆる「やらせ」があったことを週刊文春が報じた。2015年4月1日に、大阪府在住の50代の男性が大阪市内で取材に応じ、「ブローカーをしたことはなく、犯罪者のように放送されたことに憤りを感じる」と語ったうえで、NHKに対し訂正放送を求めたことを報道各社に対し明らかにした。また、この男性は、「番組内で「多重債務者」とされた男性から記者を紹介された」と述べていて、「男性に50万円の借金があり、（出演依頼を）断りきれなかった」と説明した。さらに、「事前にNHK大阪放送局の記者から“演技指導”を受けて、撮影後は（NHK大阪放送局の記者と「多重債務者」の男性と）3人で居酒屋に行って飲食した」とも証言。
2015年4月3日に、JR新大阪駅の近くにあるビルの中にある「詐欺目的で出家を斡旋する場面の撮影に使われた事務所」を借りている大阪府在住の40代の男性が会見に応じ、「そのような場所ではない」と詐欺との関係を否定した。この事務所は40代の男性が自ら使用するために借りていて、その事務所の鍵を預けていた男性を一緒に事業を始めることになっていたという。また、その40代の男性は「リポートしていたNHK大阪放送局の記者と「多重債務者」として“出演”した男性とは以前から面識があった」と明らかにした。この借主は番組内で「多重債務者」とされた男性とおよそ10年前に知り合って、2013年2月に事務所を借りたという。また、NHK大阪放送局の記者と「多重債務者」とされる男性から数年前に紹介されていた。今回取材に係わったNHK大阪放送局の記者はいわゆる「覆面インタビュー」を多く取り付けている為、NHK局内でもいわば「敏腕」と評価されていた。
NHK大阪放送局の記者と旧知の関係であった大阪府在住の53歳の男性は産経新聞の取材に対して、やらせを否定した上で、記者がインタビューで初めて会ったかのようにした点は「身元が特定されないよう、初対面のふりをしてくれた」と述べて、「取材源秘匿のための演出だった」との見方を示している。
この問題について、NHKの籾井勝人会長は2015年4月2日に行われた参議院予算委員会で、「調査委員会を立ち上げて徹底的に調査する。第三者にチェックしてもらうことを考えている」と述べ、その上で「（証言に）かなり食い違いがあると聞いている。先入観を持たずにさらに調査を進め、来週には途中段階であっても何らかの形で報告したい」との考えを示している。さらに、4月2日に行われたNHKの会長定例会見でも籾井会長は「こういうことが報道されること自体、残念だと思っている。真相については鋭意、調査をしている。我々としては先入観を持たずに調査をしたいと思っている」と述べた。また、NHKの森永公紀理事は、「申し立てをした男性への聞き取り調査は（4月）1日に初めて行われた」と述べた上で「男性とNHK関係者や外部の関係者で話に食い違いがあるという指摘がある。食い違う部分が多いので、慎重に判断している。やらせがあったのか、先入観を持たずに調査を進めている。自ら調査して事実認定するのは放送事業者としての義務。そのうえで、第三者にも入っていただいて、判断いただく。調査委員会は遅くとも今週中には立ち上げる」と報告した上で、この時点で「来週わかったところまでです。途中経過になる可能性もある」と翌週中に何らかの報告を行うことを示唆した。
2015年4月3日、NHKはこの問題についての調査委員会を設置し、委員長に堂元光副会長が務め、木田幸紀理事、黄木紀之編成局長、松坂千尋編成局計画管理部長他が局内の委員を務める。また、外部の委員に、弁護士の宮川勝之・山川洋一郎に加え、長谷部恭男・東京大学名誉教授が外部委員として、見解を明らかにすることになっている。
2015年4月7日、参議院総務委員会にて「公共放送の在り方に関する」集中審議が行われ、この中でNHKの板野裕爾専務理事は、4月6日に調査委員会の初会合を開いたことを明らかにした上で、「今週中には聞き取り調査などこれまでに把握できた事柄や、検証すべきポイントを中間報告としてまとめ、公表することにしている」と語った。また、今後の調査については、「作業をスピード感を持って行い、事実関係を明らかにして調査報告書にまとめ、外部委員のチェックを受けた上で、できるだけ早いうちに公表したい」とも語った。
2015年4月9日、NHKの調査委員会は、やらせの有無について、さらに調査を進めるものの、収録の現場については「（詐欺の）活動拠点」と表現したことは「誤り」であって、裏付けが不十分だったとする 調査の中間報告 を明らかにした。また、中間報告では、NHK大阪放送局の記者が、多重債務者の男性と8、9年前から知り合いで、「出家詐欺の相談に行く」と聞いたことをきっかけに取材が始まったことも明らかにされ、さらに、多重債務者の男性が、ブローカーとされた男性に対して、交渉を行ったうえで、撮影したもので、事前に記者も含めて、3人で打ち合わせもしていたと明らかにされた。特に収録前の15分間の「打ち合わせ」の場面では、大阪府在住の50代の男性の証言によれば「最初は大阪府在住の50代の男性が多重債務者、大阪府在住の53歳の男性がブローカーという「配役」だった」が、大阪府在住の50代の男性の方が、寺のことに詳しかった為から、NHK大阪放送局の記者から「役を入れ替えましょう」と提案されたという。一方で、大阪府在住の53歳の男性によれば、「最初の10分は単なる世間話だった」と語ったうえで、「残りの5分間は記者が「顔を隠す」「声を変える」といった事務的な説明をしただけ」と述べていて、「演技や役といった言葉」については「一切聞かなかった」と否定していて、2人の間で主張の対立が鮮明になっている。同日、この番組内で、ビルの一室を詐欺の「活動拠点」としたのは誤りだったことについて触れ、国谷裕子キャスターが「取材が不十分だった」と述べた上で「視聴者の皆さまなどにおわびいたします」と謝罪。
2015年4月10日に行われたBPOの放送倫理検証委員会で、この番組について討議され、委員からは「放送倫理上、問題がある」という趣旨の意見が数多く出されていた。
2015年4月15日、大阪府在住の50代の男性の代理弁護士が、翌週の明けにもBPOの放送人権委員会へ申し立ての準備をしている事を明らかにした。その後、4月21日にBPOの放送人権委員会に対して審理を申し立てた。
2015年4月17日に自民党の情報通信戦略調査会を行って、この中で、テレビ朝日の『報道ステーション』の問題とともに、この『クローズアップ現代』のやらせ疑惑について、幹部を呼んで事情聴取した。この件を巡っては、自民党の佐藤勉国会対策委員長は2015年4月15日に「公共の電波を使ってああいうことがあったこと自体、問題視しないでいいのか」と述べ、「報道機関への圧力との見方」について否定したのに対し、民主党の安住淳国会対策委員長代理は15日に行われた記者会見で「特定の番組の中身をめぐり聴取するのは、言論の自由という民主主義で最も守らないといけない領域に触れる恐れがある」と批判している。また、日本ジャーナリスト会議などが4月16日付で、「自民党の行為は、放送メディアに対するあからさまな干渉」だと、自民党の情報通信戦略調査会に 抗議文 を提出、聴取の撤回を要求。
2015年4月28日、NHK調査委員会が最終報告で「過剰な演出」があったとする調査結果をまとめ、NHKは取材を担当した大阪放送局の男性記者を停職3カ月としたほか、上司ら14人を懲戒処分とし、会長ら役員4人は報酬の一部を自主返納することを発表した。これを受けて同日、予定を変更して調査報告書の内容や調査委の会見の様子を放送。番組の最後にキャスターの国谷が「22年間番組を放送してきましたが、事実に誤りがある番組を放送してしまったこと、視聴者の信頼を損ねてしまったことをおわびいたします。常にフェアで事実に誠実に向き合うことで番組に取り組んできましたが、今回調査委員会により、その一部が視聴者の信頼に反する内容と指摘されました。私としても残念でおわび申し上げます」と涙ぐみながら謝罪した。
2015年11月6日、NHKの「最終報告書」を不十分として番組の審議入りを決定し、その内容や製作過程を検証していたBPOの放送倫理検証委員会は、「重大な放送倫理違反があった」とする検証結果を意見書 にして公表した。

## 出版物
放送内容の一部は書籍化されている。
- 『クローズアップ現代 v.1』 NHK「クローズアップ現代」制作班 日本放送出版協会 2000年9月
- 『クローズアップ現代 v.2』 NHK「クローズアップ現代」制作班 日本放送出版協会 2001年3月
- 『クローズアップ現代 2002』 NHK「クローズアップ現代」制作班 日本放送出版協会 2002年12月
- 『クローズアップ現代 v.3』 NHK「クローズアップ現代」制作班 日本放送出版協会 2001年9月
- 『クローズアップ現代 v.4』 NHK「クローズアップ現代」制作班 日本放送出版協会 2002年3月
- 『助けてと言えない いま30代に何が』 NHK「クローズアップ現代」制作班 日本放送出版協会 2010年10月

## テーマ曲
- 1993年度 から2008年度までのテーマ曲及び作曲者は不明。
- 「クローズアップ現代オープニングテーマ2009」（五木田岳彦）
- 2013年4月 - 2016年3月
  - オープニング「Open Your Eyes」（横山克）
  - エンディング「Close Your Eyes」（横山克）
- 2016年4月 - 2021年3月
  - オープニング「クローズアップ現代+ 2016」（横山克）
  - エンディング「クローズアップ現代+ 2016」（横山克）
- 2022年4月4日 - 現在「brink」（jizue）